# Sonate pour piano et violon en sol majeur K. 379

La Sonate pour violon no 27 en sol majeur K. 379(373a) est une sonate pour violon et piano de Mozart. Composée à Vienne le 7 avril 1781, elle est publiée chez Artaria en novembre 1781 à Vienne sous l'Opus 2 avec cinq sonates comprenant les sonates K. 296, K. 376, K. 377, K. 378, K. 380. Ce recueil de six sonates est dédié à Josepha Barbara Auernhammer.

## Analyse de l'œuvre
La sonate comprend deux mouvements :
1. Adagio - Allegro, en sol majeur - sol mineur, à 
 puis à 
, 192 mesures
2. Andante cantabile, thème suivi de 5 variations (variation V : adagio), reprise du thème : Allegretto, en sol majeur (variation IV : en sol mineur), à

- Durée d'exécution: 18 minutes